# Електронна стаття
Електронна стаття (англ. Electronic article) — стаття на електронному носії інформації або розповсюджена електронними засобами масової інформації.Є видом ЗМІ.(також мережева стаття, стаття в інтернеті, стаття у мережі).